# Анти-Макиавелли

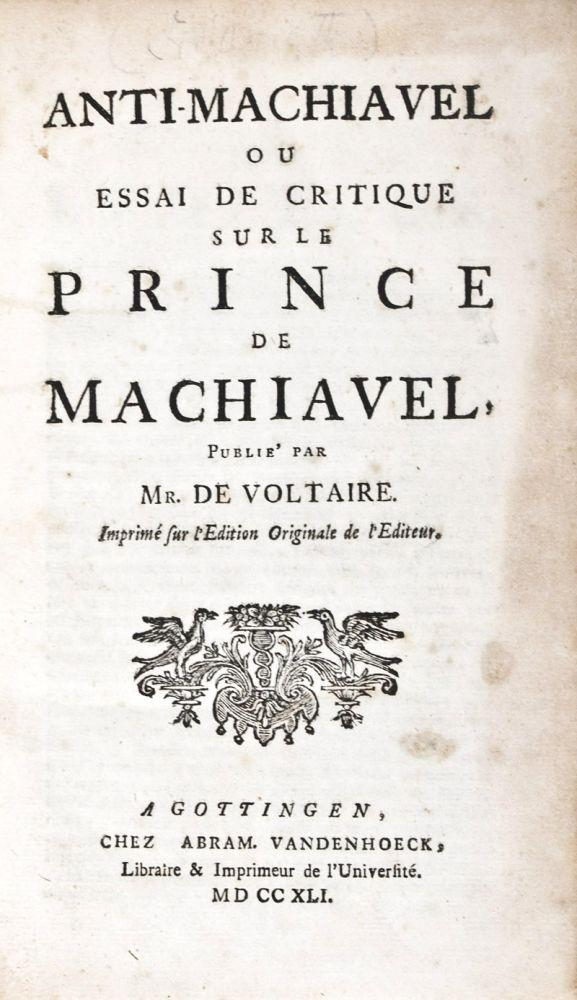
Обложка издания 1740 года

Анти-Макиавелли, или Критическое рассуждение о «Государе» Макиавелли (фр. Anti-Machiavel, ou Essai de critique sur le Prince de Machiavel, нем. Anti-Machiavel, oder Versuch einer Kritik über Nic. Machiavels Regierungskunst eines Fürsten) — философское сочинение Фридриха II, короля Пруссии и покровителя Вольтера. Содержит критику труда Н. Макиавелли «Государь». Написано в 1739—1740 гг., впервые опубликовано в сентябре 1740 года, вскоре после того, как Фридрих стал королём.

## История написания и публикации
Работа над произведением началась во время резкого поворота в жизни Фридриха — между его бунтарской юностью и принятием прусской короны. Фридрих прочёл труд Макиавелли гораздо раньше, но неизвестно, что же привлекло его к этому произведению позже. Скорее всего, к созданию «Анти-Макиавелли» Фридриха подтолкнуло сотрудничество с Вольтером и предстоящее принятие короны. Из его писем к Вольтеру известно, что Фридрих задумал «Анти-Макиавелли» ещё в 1738 году, краткий план был составлен в 1739. После этого в работу над произведением включился Вольтер. Он настолько переработал текст сочинения, что личный печатник Вольтера, Ван Дьюрен, решил опубликовать оригинальную рукопись короля в качестве приложения к варианту, исправленному Вольтером. Также было выпущено «комбинированное» издание с примечаниями Вольтера в качестве сносок. Тем временем Фридрих занял прусский престол, и благодаря его авторству, которое стало секретом Полишинеля, книга мгновенно завоевала успех. В дальнейшем Фридрих не вносил значимых правок в своё сочинение, будучи занятым в государственных делах.

## Доводы Фридриха
Фридрих критикует сочинение Макиавелли в основном со стороны морали — он считает, что Макиавелли относится к управлению государством предвзято, необъективно. Взгляды самого Фридриха основаны на идеях Эпохи Просвещения о разумных и доброжелательных государственных деятелях, он утверждает, что правитель прежде всего обязан поддерживать благополучие и процветание своих подданных. По мнению Фридриха, Макиавелли придаёт слишком большое значение интригам, забывая о том, какой вред они приносят государству, и превозносит в своём сочинении великих злодеев, умалчивая при этом о негативных сторонах их правления.